# Palpopleura sexmaculata
Palpopleura sexmaculata is een echte libel uit de familie van de korenbouten (Libellulidae).
De soort staat op de Rode Lijst van de IUCN als niet bedreigd, beoordelingsjaar 2007.
De wetenschappelijke naam van de soort werd in 1787 als Libellula sexmaculata gepubliceerd door Johann Christian Fabricius, die erbij vermeldde dat de soort in China voorkwam.

## Synoniemen
- Aeshna minuta Fabricius, 1787[4]
- Palpopleura sexmaculata octomaculata Fraser, 1935